# Полюжин Михайло Михайлович
Полюжин Михайло Михайлович — український учений у галузі англійської філології, доктор філологічних наук (1993 р.), професор (2001 р.), завідувач кафедри прикладної лінгвістики  
ДВНЗ «Ужгородський національний університет».

## Життєпис
Полюжин Михайло Михайлович народився 22 січня 1945 р. в селі Літиня Дрогобицького району Львівської області.
1962–1966 рр. — навчався у Дрогобицькому державному педагогічному інституті імені Івана Франка за спеціальністю «Іноземна мова», який закінчив з відзнакою. 
1973–1975рр. — навчався в аспірантурі Московського державного педагогічного інституту іноземних мов імені Моріса Тореза, кафедра лексикології англійської мови.
У 1976 р. захистив кандидатську дисертацію на тему: «Особливості функціонування системи префіксації у сучасній англійській мові».
1976–1981 рр. — старший викладач кафедри англійської філології в Івано-Франківському державному педагогічному інституті імені Василя Стефаника.
У 1981 році — надано вчене звання доцента.
З 1981 по 1982 рік — доцент кафедри англійської філології в Івано-Франківському державному педагогічному інституті імені Василя Стефаника.
З жовтня 1982 року — доцент кафедри англійської мови і літератури Ужгородського державного університету.
З 1989 по 1991 рр. — у зв’язку із завершенням роботи над докторським дослідженням — старший науковий співробітник Ужгородського державного університету.
У 1993 році захистив докторську дисертацію на тему: «Діахронно-семантичний аспект англійського словотворення». Робота захищена в Інституті мовознавства РАН. Диплом доктора наук нострифіковано в Україні (1999 р.) в Київському національному університеті імені Тараса Шевченка.
З 1993 по 1996 рр. — завідувач кафедри іноземних мов Ужгородського національного університету.
З 1996 по 2006 рр. — завідувач кафедри англійської філології Ужгородського національного університету.
У 1999 році — присуджено ступінь доктора філологічних наук (в Україні).
У 2001 році — надано вчене звання професора.
З 2006 по 2013 рр. — проректор із навчальної роботи та міжнародних зв’язків (згодом — із науково-методичної роботи) Закарпатського державного університету.
З 2013 р. у зв’язку з приєднанням Закарпатського державного університету до Ужгородського національного університету — завідувач кафедри прикладної лінгвістики (колишня — ділової іноземної мови і перекладу) Ужгородського національного університету.
Відійшов у вічність Михайло Михайлович Полюжин 11 листопада 2024 р.

## Наукова діяльність
Колом наукових зацікавлень є англійська філологія, зокрема: англійське словотворення, теорія номінації, лінгвоконцептологія, когнітивна лінгвістика, фразеологія.
Підготував 13 кандидатів філологічних наук зі спеціальності «Германські мови».

## Відзнаки
1995 рік — Почесна грамота і медаль Закарпатської обласної ради.
2011 рік — Почесна грамота Міністерства освіти і науки України.
2023 рік — Почесна грамота Ужгородської міської ради. 

## Праці

### Монографії
- Полюжин М. М. Диахронно-семантический аспект префиксального словообразования в английском языке : монография / М. М. Полюжин. — Москва : Институт языкознания РАН, 1992.[4]
- Полюжин М. М. Функціональний і когнітивний аспекти англійського словотворення : монографія / М. М. Полюжин; М-во освіти і науки України, Ужгор. держ. ун-т. — Ужгород : Закарпаття, 1999. — 240 с. — Бібліогр: с. 215–236 (403 назви)[5]
- Полюжин М. М. Знання іноземних мов як важливий чинник конкурентоспроможності випускників ВНЗ України / М. М Полюжин // Інтеграція в європейський освітній простір: здобутки, проблеми, перспективи: колект. моногр. / [редкол.: Ф. Г. Ващук, І. В. Артьомов, О. М. Ващук] / за заг. ред Ф. Г. Ващука; М-во освіти і науки України, Закарпат. держ. ун-т. — Ужгород: ЗакДУ, 2011 — С. 263-288. — (Серія «Євроінтеграція: український вимір»). — Бібліогр. у тексті.[6]

### Підручники та навчальні посібники
- Полюжин М. М. Теорія і практика перекладу з англійської мови на українську : навч. посіб. / М. М. Полюжин, Н. М. Максимчук, Л. Ф. Омельченко. — Київ : РОВО Укрвузполіграф, 1991. — 96 с.[7]
- Полюжин М. М. Функциональное словосложение и префиксальные ономасиологические категории в английском языке : учеб. пособ. / М. М. Полюжин, Л. Ф. Омельченко. — Ужгород : Патент, 1997. — 100 с.[8]
- Полюжин М. М. Україна на шляху реформ : навч. посіб. з розмовної практики англ. мови / М. М. Полюжин, М. І. Шевкун. — Ужгород, 1997. — 57 с.[9]
- Полюжин М. М. Бахуврихи у сучасній англійській мові : навч. посіб. / М. М. Полюжин, Л. Ф. Омельченко. — Ужгород : Патент, 2004. — 60 с.[10]
- Полюжин М. М. Курс лекцій з лінгвоісторіографії : навч. посіб. / М. М. Полюжин. — Вінниця : ПП Видавництво «Фоліант», 2004. — 272 с.[11]
- Poluzhyn M. M. Lecture notes on historiography of linguistics / M. M. Poluzhyn. — Uzhhorod : Патент, 2002. — 221 с.[12]
- Полюжин М. М., Андрусяк І. Курс лекцій з методики викладання іноземних мов (англ.мова)/ М. М. Полюжин, І. В. Андрусяк. — Ужгород: Ліра, 2004 – 240 с.[13]
- Полюжин М. М. Основні проблеми теорії мовленнєвих актів : курс лекцій (англійською мовою) / М. М. Полюжин, Т. Т. Врабель. — Ужгород : Ліра, 2005. — 102 с.[14]